# Zabawa w chowanego (film 2020)
Zabawa w chowanego – polski film dokumentalny z 2020 roku w reżyserii Tomasza Sekielskiego, opowiadający o wykorzystywaniu seksualnym małoletnich przez księży katolickich w Polsce i ukrywaniu tych praktyk przez kościelnych hierarchów, będący kontynuacją tematyki poruszonej w dokumencie Tylko nie mów nikomu, który został najpopularniejszym polskim filmem w 2019 roku na YouTube.

## O filmie

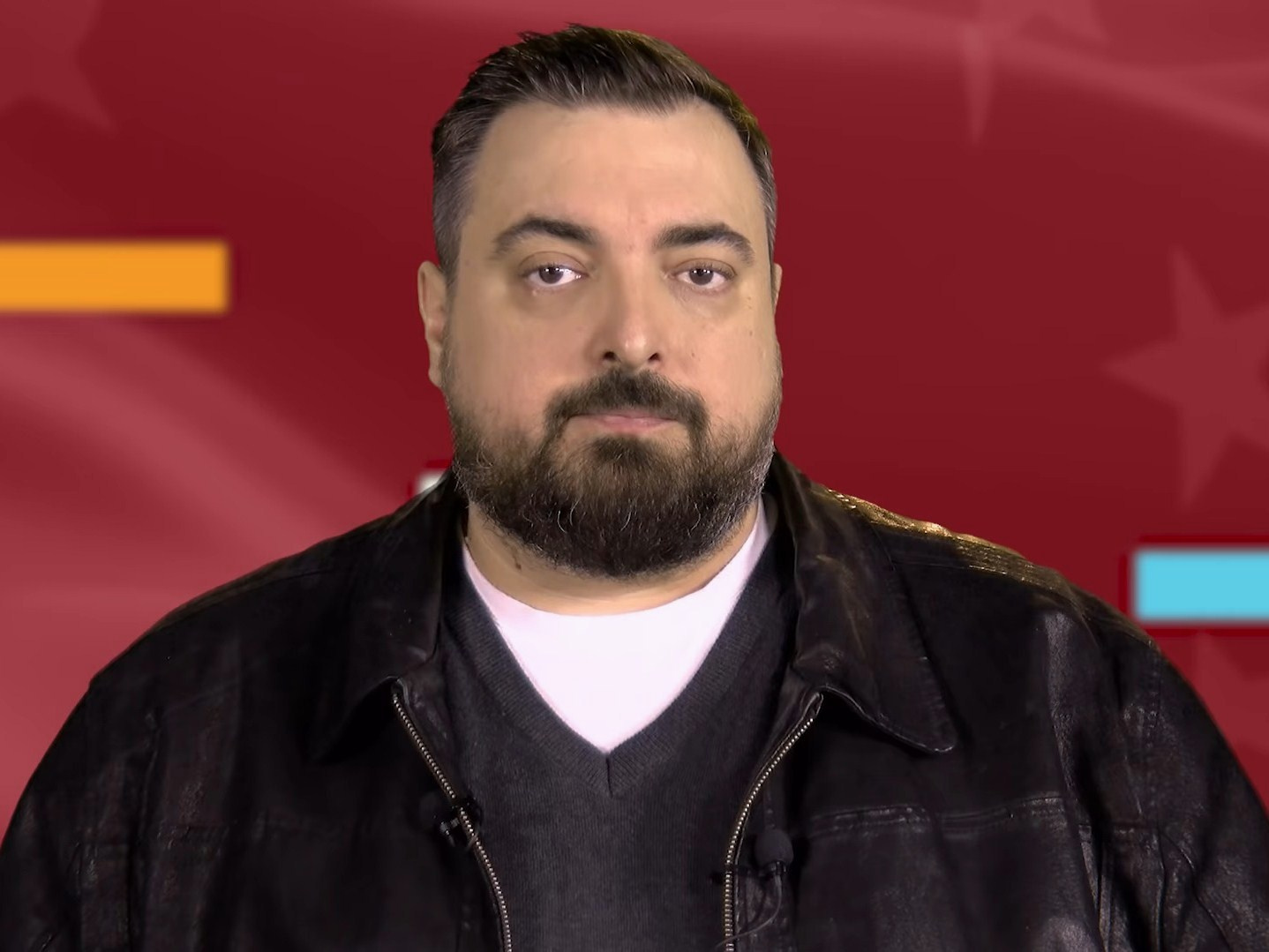
Reżyser filmu Tomasz Sekielski (2019)

Zabawa w chowanego jest niezależną produkcją braci Tomasza (scenariusz i reżyseria) i Marka (produkcja) Sekielskich, w całości sfinansowaną dzięki internetowej zbiórce funduszy w serwisie Patronite. Budżet filmu wyniósł 120 tysięcy złotych. Marek Sekielski wyznał, iż otrzymał propozycję od pewnego biznesmena, żeby w zamian za pieniądze nie wspominać w filmie o pewnym biskupie. Według Tomasza Sekielskiego:

Klasa polityczna, w całości, nie zdała egzaminu po filmie „Tylko nie mów nikomu”. Politycy mieli usta pełne wielkich słów, oburzenia, zapewnień, że dobro dzieci jest dla nich najważniejsze, a przez ten rok poza przepychankami politycznymi nic się nie dzieje. Wielu hierarchów i znaczna część kościoła instytucjonalnego, niewiele zrobiła, aby zwrócić się w kierunku ofiar z empatią i zmienić swoje postępowanie.

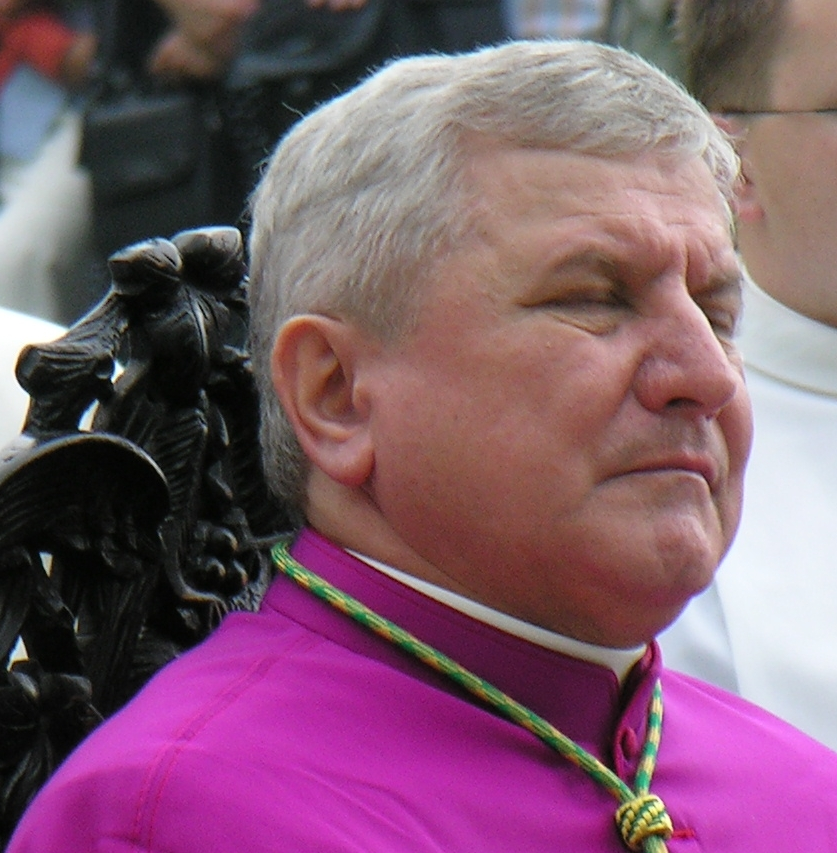
Edward Janiak – biskup kaliski

Film podejmuje kwestię odpowiedzialności za ukrywanie sprawców przestępstw seksualnych przed organami ścigania przez członków Konferencji Episkopatu Polski. Głównymi bohaterami jest dwójka braci, którzy byli wykorzystywani w tym samym czasie przez księdza Arkadiusza Hajdasza, z którym mieszkali w domu parafialnym ze względu na pracę ojca-organisty kościelnego. Ukazana została konfrontacja między jednym z braci a księdzem. Z dokumentacji kurii wynika, że na księdza wpływały skargi z różnych miejscowości. Duchowny przyznał się przed rodzicami jednej z ofiar, że molestował ich syna. W filmie przedstawiono dowody na to, że biskup Edward Janiak pomimo wiedzy o czynach księdza nie zgłosił jego sprawy do Watykanu, jak nakazuje prawo kościelne. Nie pozbawił też duchownego prawa do pełnienia posługi kapłańskiej. Według zarządzenia Prokuratury Krajowej prokuratorzy mogą przekazywać dokumentację toczącej się sprawy przedstawicielom Kościoła, co oznacza, że kurie posiadają pełny dostęp do materiałów dowodowych i mogą wykorzystywać tę wiedzę do przygotowania się do procesu.
W filmie wypowiadali się m.in. Artur Nowak, ksiądz Tadeusz Isakowicz-Zalewski oraz Tomasz Terlikowski, który stwierdził, że Kościołowi szkodzą kwestie związane z pedofilią i ich tuszowanie, a odpowiedzialność za niezałatwione sprawy spoczywa na hierarchach i decydentach. Stwierdził też, że „chce być po stronie ofiar, a nie instytucji”. Motywem przewodnim filmu jest utwór Kory pt. Zabawa w chowanego z albumu Ping pong (2011).

## Dystrybucja
Początkowo premierę dokumentu planowano na 29 lutego 2020, jednak została przesunięta. Ostatecznie film, podobnie jak poprzedni dokument Sekielskich, został zamieszczony w serwisie YouTube 16 maja 2020 o 10:00 i bezpośrednio oglądało go 133 tysięcy osób. Do końca dnia film zebrał ponad 1 820 000 wyświetleń.

## Odbiór i recenzje
Tomasz Gardziński recenzując film pozytywnie ocenił bardziej jednolitą niż w „Tylko nie mów nikomu” narrację, wytknął jednak twórcom filmu brak równowagi w przedstawieniu stanowisk ofiar i oskarżonych.
Kamil Sikora z Klubu Jagiellońskiego napisał: „To historia o tym, jak wiele trzeba zmienić, żeby niemal wszystko zostało po staremu”. Zwraca uwagę, że rządzący mieli kilka miesięcy, aby ustawowa komisja do badania spraw pedofilii powstała, jednak nic takiego się nie wydarzyło.
Zdaniem Tomasza Terlikowskiego Zabawa w chowanego to film „lepszy i mocniejszy” niż Tylko nie mów nikomu. To m.in. opowieść o „religijnej nowomowie”, służącej usprawiedliwianiu pedofilii, o układzie ponad diecezjami” i „o złych praktykach prokuratury”. Jego zdaniem „przynajmniej jeden hierarcha powinien podać się po nim do dymisji albo zostać odwołany”.
Ignacy Dudkiewicz z Magazynu Kontakt stwierdził, że żaden polski hierarcha nie zdobył się na „jasne i klarowne skrytykowanie choćby biskupów zaangażowanych w chronienie Pawła Kani”. Jego zdaniem siła filmu bierze się stąd, że przez rok tak niewiele się w tych sprawach wydarzyło. Zwraca uwagę na „niebezpieczne związki między prokuraturą a Kościołem oraz wyjątkowe traktowanie, jakie zapewnia temu ostatniemu Prokuratura Krajowa”.
Andrzej Gajcy na łamach Onetu napisał: „wciąż w polskim Kościele nie ma odwagi i moralnego przynaglenia do stanięcia w prawdzie wobec przestępstw seksualnych popełnianych przez duchownych na dzieciach”. Jego zdaniem obudzić się powinni „politycy, a zwłaszcza ci mający na sztandarach wypisane prawo i sprawiedliwość, którzy od 8 miesięcy torpedują rozpoczęcie prac powołanej przez Sejm państwowej komisji”.

### Reakcja hierarchów kościelnych
Według arcybiskupa Wojciecha Polaka „nie dochowano obowiązujących w Kościele standardów”. Hierarcha zwrócił się do Watykanu o wszczęcie postępowania dotyczącego „zaniechania wymaganego prawem działania”. Zaapelował do dorosłych, by ci „nie kierowali się fałszywą logiką troski o Kościół, skutkującą ukrywaniem sprawców przestępstw seksualnych”.

### Reakcja władz państwowych
Za jeden z efektów filmu uznano ogłoszenie 18 maja 2020 przez Rzecznika Praw Dziecka Mikołaja Pawlaka nominacji Błażeja Kmieciaka w skład nie obsadzonej przez ponad 7 miesięcy państwowej komisji do spraw pedofilii.

### Zarzuty o utożsamianie pedofilii z homoseksualizmem
Zdaniem pisarza Jacka Dehnela wypowiedzi katolickiego publicysty Tomasza Terlikowskiego i księdza Tadeusza Isakowicz-Zaleskiego wykorzystane w filmie utożsamiają problem pedofilii w kościele z orientacją homoseksualną. Pisarz skrytykował autorów za niezestawienie wypowiedzi rozmówców z opiniami ekspertów. Podobne stanowisko zajęło czasopismo o tematyce LGBT „Replika”, publikując obszerny post na Facebooku. Według artykułu z Gazety Wyborczej:

W kolejnym filmie braci Sekielskich o pedofilii w Kościele padają wypowiedzi sugerujące związek tego zaburzenia z homoseksualną orientacją. W kraju, w którym narasta homofobiczna przemoc, te sugestie są nie tylko nieodpowiedzialne, ale i niebezpieczne.

Podczas videoczatu z autorami, Tomasz i Marek Sekielski zdecydowanie zaprzeczyli, jakoby intencjonalnie sugerowali związek między homoseksualizmem a pedofilią.

## Kontynuacja
Tomasz Sekielski zapowiedział, że trzecia część skupi się na Janie Pawle II i odpowiedzi na pytania: „co wiedział, czego nie wiedział, co robił, czego nie robił Jan Paweł II, jeśli chodzi o walkę z przestępstwami seksualnymi, których dopuszczali się duchowni w trakcie jego pontyfikatu”.